# Lič-mező
A Lič-mező (horvátul: Ličko polje) egy karsztmező Horvátországban, Tengermellék-Hegyvidék megyében. 

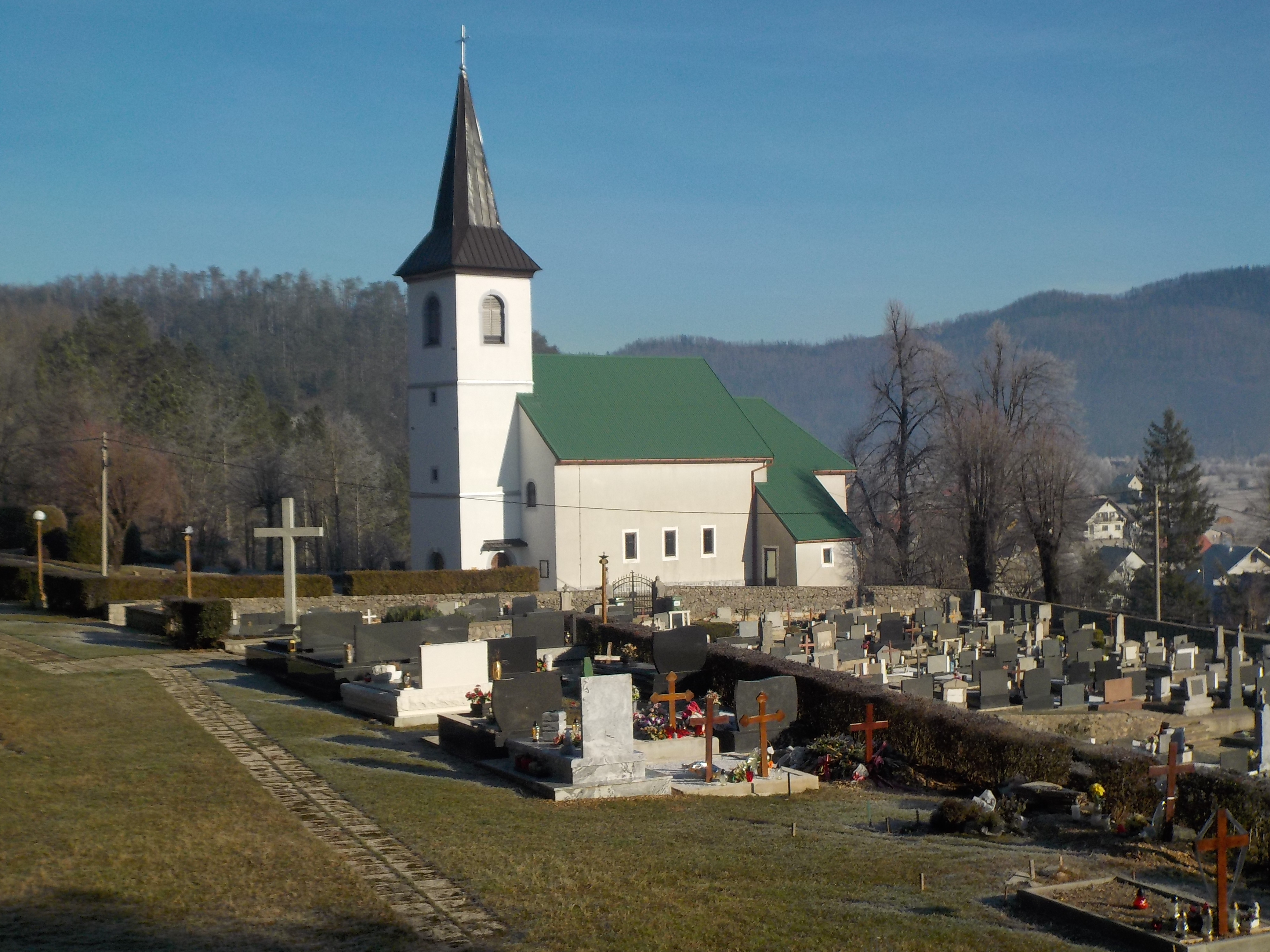
A liči Szent György templom

## Fekvése
Fužinétől 4 km-re délkeletre, hegyektől körülvéve fekszik. Keletről a Bitoraj, a Viševica, a Kobiljak és a Medviđak, nyugatról a Veliki Štrbac, délnyugatról a Vršak határolja. Területe 24 km², tengerszint feletti magassága 695 és 738 méter között van. A mező aljzatát hordalékanyag (kavics, homok, barna vályog) borítja, a szélein pedig Lič, Banovina, Pirovište és Potkobiljak települések alakultak ki. 

## Története
Lič már a 12. században szerepel egy velencei készítésű térképen. A mai települést 49 bunyevác család alapította 1605 és 1606 között, amikor a Zrínyiek megengedték főként a Krmpotić, Vojnić és Sladović családokhoz tartozó népcsoportnak, hogy a Lič-mezőnél fekvő Gradina-domb alatt letelepedjenek és felépítsék falujukat. A bunyevácok Hercegovina török által meghódított területéről a török elnyomás az erőszakos iszlám hitterjesztés elől menekültek. 1608 és 1614 között újabb csoportjaik áttelepülése kezdődött a Zengg környéki részekre, ahonnan 1627-ben érkezett ide újabb bunyevác lakosság. A második hullámban érkeztek a Deranja, Blažević, Prpić, Tomić, Tomljanović, Jovanović, Pilipović, Blažević, Maras, Krpan, Pavličević, Pavelić (akik hamarosan odébbálltak), Peričić, Šojat, Vukelić, Radošević és Starčević családok. A Radoševićek és Starčevićek akik ma is a lakosság legnépesebb családjait alkotják, túlnyomórészt meződazdaságból élnek. 1662-ben itt épült fel a község legrégibb temploma, melyet Szent György vértanú tiszteletére szenteltek. 
Azon a helyen, ahol a régi Havas Boldogasszony templom állt (a második világháború alatt pusztult el, helyiek csak az oltárképet és az oltár fehér márvány keresztjét tudták megmenteni), ma a Havas Boldogasszony 2002-ben épített szentélye található. 1733-ban a Boldogságos Szűz Mária állítólag itt jelent meg és ahol a hó leesett ott kápolnát építettek.

## Gazdaság
A mező nyugati részén szántóföldek vannak, melyen főként burgonyát termesztenek. Déli és keleti része füves terület, melyet legeltetéssel hasznosítnak.

## Népesség
A mező települései Lič (502 lakos), Banovina, Pirovište és Potkobiljak.

## Vizei
A mezőn átfolyik a Ličanka-patak, melyet a fužineiek Fužinarkának neveznek. Nyugati pereme mentén források fakadnak. A mezőn számos kisebb tó is található, melyek közül a legjelentősebbek a Marasovo-tó és a Potkoš (pisztrángtelep).

## Fordítás
Ez a szócikk részben vagy egészben  a   Ličko polje (Gorski kotar) című horvát Wikipédia-szócikk ezen változatának fordításán alapul.  Az eredeti cikk szerkesztőit annak laptörténete sorolja fel. Ez a jelzés csupán a megfogalmazás eredetét és a szerzői jogokat jelzi, nem szolgál a cikkben szereplő információk forrásmegjelöléseként.